# Georg Böhme (Politiker)
Georg Böhme (* 16. März 1926 in Hildesheim; † 1. Juli 2016 ebenda) war ein deutscher Verwaltungsbeamter und Politiker (CDU).

## Leben
Nach dem Besuch der Volks- und Mittelschule absolvierte Böhme eine Verwaltungslehre und war anschließend kurzzeitig als Regierungsinspektor-Anwärter im preußischen Staatsdienst tätig. Er beantragte am 15. Februar 1944 die Aufnahme in die NSDAP und wurde zum 20. April desselben Jahres aufgenommen (Mitgliedsnummer 9.883.487). Er wurde 1944 zur Wehrmacht eingezogen und nahm als Soldat am Zweiten Weltkrieg teil. Bei Kriegsende geriet er in US-amerikanische Gefangenschaft, aus der er 1945 entlassen wurde.
Böhme arbeitete nach 1945 zunächst im Bauhandwerk. 1954 trat er als Regierungsinspektor in den niedersächsischen Staatsdienst ein. Daneben unternahm er Studienreisen ins europäische Ausland, in die Vereinigten Staaten sowie nach Israel.
Böhme, der bereits zuvor im Bund der Deutschen Katholischen Jugend (BDKJ) mitarbeitete, trat 1951 in die CDU ein. Er schloss sich gleichzeitig der Jungen Union an (JU) und war seit 1953 Vorsitzender des JU-Bezirksverbandes Hildesheim. 1958 wurde er zum stellvertretenden Landesvorsitzenden der JU Hannover gewählt.
Böhme war von 1961 bis 1965 Mitglied des Deutschen Bundestages. Er war über die Landesliste Niedersachsen ins Parlament eingezogen.